# بیلی استوارت
بیلی استوارت (انگلیسی: Billy Stewart؛ ۲۴ مارس ۱۹۳۷ – ۱۷ ژانویهٔ ۱۹۷۰) یک موسیقی‌دان اهل ایالات متحده آمریکا بود. وی بین سال‌های ۱۹۵۶ تا ۱۹۶۹ میلادی فعالیت می‌کرد.